# Aristobulos II.

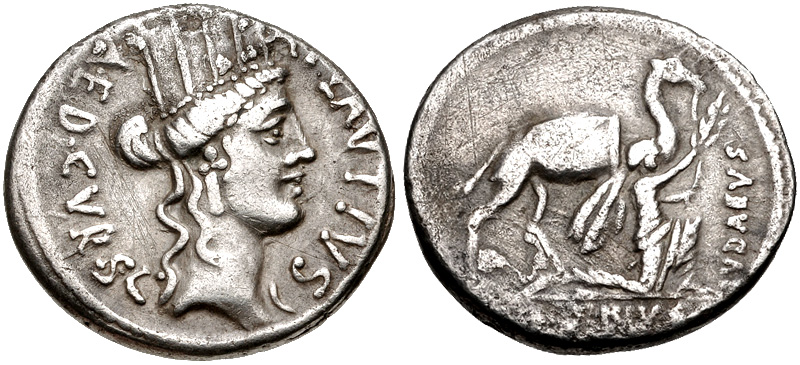
Denár z roku 55 před naším letopočtem, který razil římský mincmistr Aulus Plautius. Líc: hlava Kybély, rub: klečící muž s otěžemi velblouda v levici a olivovou ratolestí v pravici, pravděpodobně Aristobulos II. jako římský vězeň.

Aristobulos II. (kolem roku 100 př. n. l. - 49 př. n. l. Řím) byl panovník Judeje z dynastie Hasmonejců. Zvítězil v občanské válce proti svému staršímu bratru Janu Hyrkánovi II. a v letech 67 až 63 př. n. l. spojil ve své osobě úřady judského krále a velekněze v jeruzalémském chrámu.

## Život
Historické dílo Flavia Josefa je nejdůležitějším (a téměř jediným) zdrojem životopisu Aristobula II. Podle Josefa byli jak Jan Hyrkán II., tak Aristobulos II. synové Alexandra Jannaia a Salomé Alexandry, a tedy plní bratři.
Existuje však i názor, že Hyrkán byl synem z Alexandřina prvního manželství s Aristobulem I. a Aristobulos II. byl jeho nevlastním bratrem z Alexandřina druhého manželství s Jannaiem.
Rekonstrukce Josepha Geigera je ještě jiná: podle něho byl Hyrkán synem z prvního manželství Aristobula I. s neznámou ženou, Aristobulos II. byl synem z manželství druhé manželky a vdovy Aristobula I. Alexandry s Jannaiem; to dělá z rivalů Hyrkána II. a Aristobula II. bratrance. (Společným dědečkem by v tomto případě byl Jan Hyrkán I.; otcové Aristobulos I. a Jannaios by byli bratři.)

### Vláda Salomé Alexandry
Hasmonejský stát byl řízen vládci, kteří kombinovali vojenské i náboženské vedení. Roku 76 před naším letopočtem zemřel při obléhání Ragaby na východním břehu Jordánu jeruzalémský vládce Alexander Jannaios, který byl již dlouho nemocný. Za následnici trůnu si vybral svou manželku Salomé Alexandru, i když měl dva dospělé syny: Jana Hyrkána II. a jeho mladšího bratra Aristobula II. Jako žena nemohla Alexandra být ani stratégem (vojenským vůdcem), ani veleknězem, ale „pouze“ královnou. Aby se vůbec mohla ujmout vlády, musela se prosadit proti svým dvěma synům. Zpočátku tajila skutečnost, že Jannaios zemřel, a přivedla na svou stranu dvě nejdůležitější skupiny ve státě: armádu, když úspěšně dokončila obléhání Ragaby, a náboženskou stranu farizeů, když tvrdila, že Jannaios činil na smrtelné posteli pokání a litoval svých činů proti farizeům. Během její devítileté vlády platila následující pravidla:
- Hasmoneovská dynastie si zachovala předchozí mocenskou pozici, ale vláda byla rozdělena mezi dva lidi: Alexandra jako hlava státu (královna) a starší syn Hyrkán jako velekněz.
- Členy velerady, jež nabývala na významu, se stávali i farizeové.

Na Aristobula tak žádná vysoká funkce nezbyla. Od Alexandry dostal vojenské velení, vedl výpravu do Damašku, která byla neúspěšná. Poté královna onemocněla a jmenovala velekněze Hyrkána dědicem trůnu. Aristobulos se proti tomuto nařízení vzbouřil a sám usiloval o úřad kněze-krále. Spoléhal se na své osobní příznivce a žoldnéře. Alexandra za svého života zabránila občanské válce mezi bratry uvězněním Aristobulovy manželky a dětí v jeruzalémské pevnosti Baris (jež byla předchůdkyní pevnosti Antonia).

### Občanská válka
Zatímco Hyrkána, stejně jako jeho matku, podporovali farizeové, Aristobulos byl kandidátem jeruzalémské kněžské šlechty (náboženské strany saduceů). Kromě toho oba bratři udržovali přátelské styky s elitami v oblastech anektovaných Hasmonejci. Hyrkána podporoval Antipatros, představitel Idumeje; byl jeho přítelem, tedy politickým poradcem. Aristobulos se zase přátelil s vyšší vrstvou Iturejců, arabské populace v Galileji a údolí Bikáa.
Na počátku občanské války obsadil Aristobulos důležité vojenské pozice a zvítězil u Jericha. Hyrkána nutil, aby se vzdal vlády a žil jako soukromý občan. Antipatros, který byl jako bývalý přívrženec královny Alexandry loajální jejímu nástupci Hyrkánovi, organizoval jeho jménem odboj. Hyrkán uzavřel smlouvu s nabatejským králem Aretasem III., zprostředkovanou Antipatrem. Výměnou za vrácení dvanácti měst, která Alexander Jannaios vzal Nabatejcům, a za zaplacení velké sumy peněz, se Aretas zavázal Aristobula sesadit. Armáda 50 tisíc Nabatejců pak vytáhla proti Aristobulovi. Tan utrpěl porážku a uprchl do Jeruzaléma, kde ho Aretas oblehl.

### Římský zásah
Když se zapojil Řím, získala židovská občanská válka nový rozměr. Pompeius bojoval od roku 66 př. n. l. v Arménii proti Mithradatovi, ale také již plánoval reorganizaci syrsko-palestinské oblasti v podle římských potřeb. Proto vyslal svého kvestora Marca Aemilia Scaura jako legáta do Damašku. Oba znepřátelení bratři se pokusili získat Scaura na svou stranu jako spojence. Scaurus si vybral Aristobula, aniž by důkladně prozkoumal poměry v Jeruzalémě, snad (podle Ernsta Baltrusche) proto, že Aristobulos zaplatil více a působil kosmopolitněji. Scaurus naléhal na Hyrkána, Antipatra a Aretu, aby ustoupili. Antipater se přeorientoval: nebyli to legáti, ale sám Pompeius, koho potřeboval získat pro svou věc.
Na jaře roku 63 př. n. l. přijel Pompeius do Damašku a přijal zde vyslance regionálních politických aktérů. Z Judeje dorazily tři skupiny:
- Hyrkánova delegace, která argumentovala právem (Hyrkán byl dědicem jmenovaným královnou Alexandrou v její závěti);
- delegace Aristobula, která ho líčila jako energického politika, jenž dokáže zajistit v regionu pořádek;
- protihasmonejská delegace, která chtěla tento rod úplně zbavit moci.

Než se Pompeius rozhodl, Aristobulos se vrátil do Judeje. Pravděpodobně tušil, že pro něj rozhodnutí bude mít špatný výsledek, a proto předčasně odcestoval. Pokusil se vyjednávat s Pompeiem, nejprve z paláce-pevnosti Alexandreion, poté z Jeruzaléma. Když římské jednotky dorazily k Jeruzalému, pokusil se odvrátit obležení. Šel za Pompeiem a slíbil, že mu předá město a zaplatí určitou částku peněz. Jeho straníci však odmítli město vydat, a tak Pompeius nechal Aristobula zajmout. Na podzim roku 63 př. n. l. město vydal Římanům Hyrkán. Římská armáda násilím obsadila chrám, který bránili Aristobulovi stoupenci. Tím skončila nezávislost hasmoneovského státu a Judea se stala součástí Římské říše.
Pompeius poté přepracoval politický řád v Judeji podle římských potřeb, přičemž Antipatros zřejmě správně pochopil římské zájmy (nepřímá vláda, založená na regionálních úřadech a regionálním právu) a získal vliv na nová Pompeiova nařízení. Takto byl Hyrkán potvrzen jako velekněz, ale nezískal titul krále, pouze etnarchy. Judea byla zredukována na území obývané Židy a ztratila území s nežidovským obyvatelstvem, která Hasmonejci v minulosti anektovali. Aristobulos byl coby potížista odstaven od moci. Pompeius ho nechal zatknout a odvezl do Říma jako rukojmí. V roce 61 př. n. l. byl Aristobulos ukazován po boku dalších poražených králů během Pompeiova triumfálního průvodu.
Aristobulovi se podařilo uprchnout z Říma do Judeje, kde shromáždil ozbrojené stoupence a nejdřív se opevnil v Alexandreionu. Poté se stáhl do Machaeru na východním břehu Mrtvého moře, ale tam byl zajat Aulem Gabiniem a poslán zpět do Říma.
V roce 49 př. n. l. začala římská občanská válka, byla zasažena i Judea. Caesar propustil Aristobula a dal mu dvě legie, aby dobyly Judeu, která patřila do Pompeiovy sféry vlivu. Pompeiovi příznivci Aristobula před odjezdem otrávili. Aristobulovo tělo bylo nabalzamováno v Římě, dokud je Marcus Antonius nenechal převézt do Judeje a pohřbít v královské hrobce.

## Potomstvo
Aristobulos měl dva syny a dvě dcery.
Alexander, starší syn, se narodil v roce 49 před naším letopočtem. Souzen a odsouzen v Antiochii na pokyn Pompeia; byl sťat. Antigonus, mladší syn Aristobula, se měl stát posledním regentem částečně nezávislé hasmonejské říše.